# Dan Mönell
Dan Rickard Mönell (20 gennaio 1992) è un calciatore e giocatore di calcio a 5 svedese, attaccante del Valdres.

## Carriera

### Club
Mönell ha giocato nell'Utsikten dal 2010 al 2013, totalizzando 77 presenze e 17 reti. Dal 2010 al 2011, la squadra ha militato nella Division 2, quarto livello del campionato svedese. A seguito della promozione del 2011, l'Utsikten ha partecipato alla Division 1 nel biennio successivo.
Il 3 gennaio 2014 è stato ingaggiato ufficialmente dai norvegesi del Moss. Ha esordito in squadra il 21 aprile, schierato titolare nella vittoria per 0-1 arrivata sul campo del Mo. Il 24 aprile ha segnato la prima rete, nella vittoria per 0-5 sul Kråkerøy, sfida valida per il primo turno del Norgesmesterskapet 2014. Il 2 giugno, ha lasciato il club per tornare in Svezia. Ha totalizzato 6 presenze e una rete con questa maglia.
Ha firmato allora per il Qviding, formazione per cui ha debuttato in data 23 agosto, schierato titolare nella sconfitta per 1-0 contro l'Halmia. Con questa maglia, ha giocato 6 partite senza però andare in rete.
Il 25 marzo 2015 ha fatto ritorno in Norvegia, firmando per il Valdres. Il 19 gennaio 2016 ha rinnovato il contratto che lo legava al Valdres per un'ulteriore stagione.
Il 5 aprile 2018 è stato reso noto il suo rientro in Svezia, con la firma per lo Stenungsunds IF, quarta serie nazionale.
Il 30 luglio 2018 si è accordato con l'Østsiden, fino al termine dell'annata.
Dopo i cinque anni trascorsi in Norvegia, Mönell è tornato all'Utsikten per la stagione 2019, ma ha lasciato la squadra nel corso del precampionato.
Il 5 agosto 2021 ha fatto ritorno al Valdes.

### Nazionale
Gioca per la Nazionale maschile di calcio a 5 della Svezia.

## Statistiche

### Presenze e reti nei club
Statistiche aggiornate al 30 luglio 2018.
| Stagione        | Club            | Campionato      | Campionato | Campionato | Coppe nazionali | Coppe nazionali | Coppe nazionali | Coppe continentali | Coppe continentali | Coppe continentali | Supercoppe | Supercoppe | Supercoppe | Totale | Totale |
| Stagione        | Club            | Comp            | Pres       | Reti       | Comp            | Pres            | Reti            | Comp               | Pres               | Reti               | Comp       | Pres       | Reti       | Pres   | Reti   |
| --------------- | --------------- | --------------- | ---------- | ---------- | --------------- | --------------- | --------------- | ------------------ | ------------------ | ------------------ | ---------- | ---------- | ---------- | ------ | ------ |
| 2010            | Utsikten        | D2              | 19         | 5          | CS              | ?               | ?               | -                  | -                  | -                  | -          | -          | -          | 19+    | 5+     |
| 2011            | Utsikten        | D2              | 18         | 3          | CS              | ?               | ?               | -                  | -                  | -                  | -          | -          | -          | 18+    | 3+     |
| 2012            | Utsikten        | D1              | 18         | 4          | CS              | 1               | 0               | -                  | -                  | -                  | -          | -          | -          | 19     | 4      |
| 2013            | Utsikten        | D1              | 22         | 5          | CS              | 1               | 0               | -                  | -                  | -                  | -          | -          | -          | 23     | 5      |
| Totale Utsikten | Totale Utsikten | Totale Utsikten | 77         | 17         |                 | 2+              | 0+              |                    | -                  | -                  |            | -          | -          | 79+    | 17+    |
| gen.-giu. 2014  | Moss            | 2D              | 4          | 0          | CN              | 2               | 1               | -                  | -                  | -                  | -          | -          | -          | 6      | 1      |
| ago.-dic. 2014  | Qviding         | D1              | 6          | 0          | CS              | ?               | ?               | -                  | -                  | -                  | -          | -          | -          | 6+     | 0+     |
| 2015            | Valdres         | 3D              | 25         | 20         | CN              | 2               | 2               | -                  | -                  | -                  | -          | -          | -          | 27     | 22     |
| 2016            | Valdres         | 3D              | 23         | 22         | CN              | 1               | 1               | -                  | -                  | -                  | -          | -          | -          | 24     | 23     |
| 2017            | Valdres         | 3D              | 24         | 15         | CN              | 1               | 1               | -                  | -                  | -                  | -          | -          | -          | 25     | 16     |
| Totale Valdres  | Totale Valdres  | Totale Valdres  | 72         | 57         |                 | 4               | 4               |                    | -                  | -                  |            | -          | -          | 76     | 61     |
| apr.-lug. 2018  | Stenungsunds    | D2              | ?          | ?          | CS              | ?               | ?               | -                  | -                  | -                  | -          | -          | -          | ?      | ?      |
| lug.-dic. 2018  | Østsiden        | 3D              | 0          | 0          | CN              | -               | -               | -                  | -                  | -                  | -          | -          | -          | 0      | 0      |
| Totale          | Totale          | Totale          | 159+       | 74+        |                 | 8+              | 5+              |                    | -                  | -                  |            | -          | -          | 167+   | 79+    |